# Dichaetomyia neboissi
Dichaetomyia neboissi este o specie de muște din genul Dichaetomyia, familia Muscidae, descrisă de Adrian C. Pont în anul 1974. Conform Catalogue of Life specia Dichaetomyia neboissi nu are subspecii cunoscute.